# E121
E121 är en europaväg som går från Ryssland via Kazakstan till Turkmenistan. Vägen är cirka 2 700 km lång och går mestadels i Asien.

## Sträckning
Samara - (gräns Ryssland-Kazakstan) - Oral - Atyraw - Beineu - Shetpe - Zhetybai - Fetisovo - (gräns Kazakstan—Turkmenistan) - Bekdash - Türkmenbaşy - Serdar - gränsen Turkmenistan-Iran

## Anslutningar till andra europavägar
| - E30 - E38 |  | - E40 - E60 |